# DH Близнецов
DH Близнецов (лат. DH Geminorum) — одиночная переменная звезда в созвездии Близнецов на расстоянии приблизительно 4 665 световых лет (около 1 430 парсек) от Солнца. Видимая звёздная величина звезды — от +13,71m до +11,6m.

## Характеристики
DH Близнецов — оранжевый гигант, углеродная пульсирующая медленная неправильная переменная звезда (LB) спектрального класса C4,5J(N2), или C(R2), или C(R). Радиус — около 86,49 солнечных, светимость — около 1231,836 солнечных. Эффективная температура — около 3677 К.